# تومي غودفري
تومي غودفري (بالإنجليزية: Tommy Godfrey)‏ هو ممثل بريطاني (وحمل سابقاً جنسية المملكة المتحدة لبريطانيا العظمى وأيرلندا)، ولد في 20 يونيو 1916 بلندن في المملكة المتحدة، وتوفي بنفس المكان في 24 يونيو 1984.

## أعمال
mind you language

### مسلسلات
- اعقل لغتك

## وصلات خارجية
- تومي غودفري على موقع IMDb (الإنجليزية)
- تومي غودفري على موقع قاعدة بيانات الفيلم (الإنجليزية)